# Pino Puglisi
Giuseppe 'Pino' Puglisi (Brancaccio, 15 september 1937 – aldaar, 15 september 1993) was een priester  van de Rooms-Katholieke Kerk die opstond tegen de Italiaanse maffia, wat tot zijn dood leidde. Op zaterdag 25 mei 2013 werd hij zalig verklaard door paus Franciscus. Het leven van Puglisi is in 2005 verfilmd in de film Alla luce del sole.

## Priester
In 1960 is Puglisi tot priester gewijd en in 1990 werd hij geïnstalleerd in Brancaccio, alwaar hij geboren is. Hier sprak hij zich uit tegen de maffia en opende een opvang voor kinderen. In zijn preken benoemde hij dat de autoriteiten gesteund moesten worden in hun strijd tegen de maffia. De parochianen zouden signalen moeten geven over de criminele activiteiten, iets wat conflicteert met de omerta, het stilzwijgen.

## Moordaanslag
Op 15 september 1993, zijn 56ste verjaardag, werd Puglisi voor zijn parochiekerk neergeschoten. De aanslag is uitgevoerd in opdracht van de lokale maffia. De laatste woorden van Puglisi zouden zijn geweest: "Ik heb op jullie gewacht." Toen de moordenaars kwamen, zou Puglisi naar hen gelachen hebben. Een van hen heeft later gezegd dat het beeld van de lachende Puglisi hem sindsdien achtervolgt.

## Zaligverklaring
Op 25 mei 2013 heeft paus Franciscus Puglisi zalig verklaard. De plechtigheden vonden plaats op Sicilië. Hierbij waren duizenden gelovigen aanwezig. De zaligverklaring werd als een sterk signaal gezien de Rooms-Katholieke Kerk de strijd tegen de maffia steunt.
- Gemeinsame Normdatei: 11932038X
- International Standard Name Identifier: 0000 0000 3119 0848
- Library of Congress Control Number: n95052744
- Istituto Centrale per il Catalogo Unico: TO0V556046
- Système universitaire de documentation: 249156008
- Virtual International Authority File: 42645678
- WorldCat: E39PBJmXFrb6fk4YkqRq6j3YT3